# Vértestolna
Vértestolna é um município da Hungria, situado no condado de Komárom-Esztergom. Tem 16,95 km² de área e sua população em 2015 foi estimada em 474 habitantes.